# سهره‌سسکی
سهره‌سسکی از سرده (نام علمی: Certhidea) از پرندگان خانواده فرخندگان هستند که در جزایر گالاپاگوس بومی هستند. آنها همراه با سرده‌های مرتبط، در مجموع به عنوان سهره‌های داروین شناخته می‌شوند.
این دو گونه در گذشته به عنوان همسان در نظر گرفته می‌شدند. با این حال، آنها آوازهای متفاوتی دارند، زیستگاه‌های متفاوتی را ترجیح می‌دهند و در مناطق مختلف جزایر واقع شده‌اند.
| نگاره | نام علمی           | نام رایج         | پراکنش                   |
| ----- | ------------------ | ---------------- | ------------------------ |
|       | Certhidea olivacea | سهره‌سسکی سبز     | جزایر گالاپاگوس، اکوادور |
|       | Certhidea fusca    | سهره‌سسکی خاکستری | جزایر گالاپاگوس، اکوادور |